# Cornirostra pellucida
Cornirostra pellucida is een slakkensoort uit de familie van de Cornirostridae. De wetenschappelijke naam van de soort is voor het eerst geldig gepubliceerd in 1954 door Laseron.